# Estación de Ferrocarril de Bananal

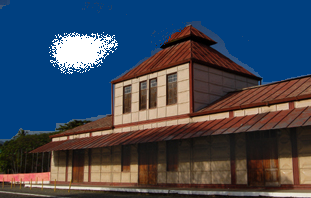

Estación de Ferrocarril de Bananal es un edificio histórico y turístico pueblo de Bananal, São Paulo, Brasil. Construido en 1888, es la única copia de la construcción de acero de Bélgica en las Américas.